# Aclytia affinis
Aclytia affinis là một loài bướm đêm thuộc phân họ Arctiinae, họ Erebidae.